# Орел рудий
Орел рудий (Aquila rapax) — хижий птах родини яструбових.

## Зауваження щодо систематики
До кінця ХХ ст. вважали, що вид Aquila rapax (степовий орел) складається з двох підвидів — Aquila rapax rapax (гніздиться в Африці та місцями в Азії, осілий) та Aquila rapax nipalensis (гніздиться в Євразії, перелітний). Ці підвиди були розділені на два види (Aquila rapax та Aquila nipalensis) на основі вираженої відмінності в морфології та анатомії (Clark, 1992; Olson, 1994;. Sangsteret ін, 2002); два молекулярних дослідження, кожне з яких базувалося на невеликій кількості генів, показують, що види є різними, але думки щодо того, наскільки ці дві форми близько споріднені, розходяться.

## Поширення
Птах поширений у центральній та південній частинах Африки (на південь від Сахари), в Ємені, в Азії від південного сходу Ірана на схід до індійського штату Ассам. Вид населяє сухі ландшафти від саванних лісів до напівпустель.

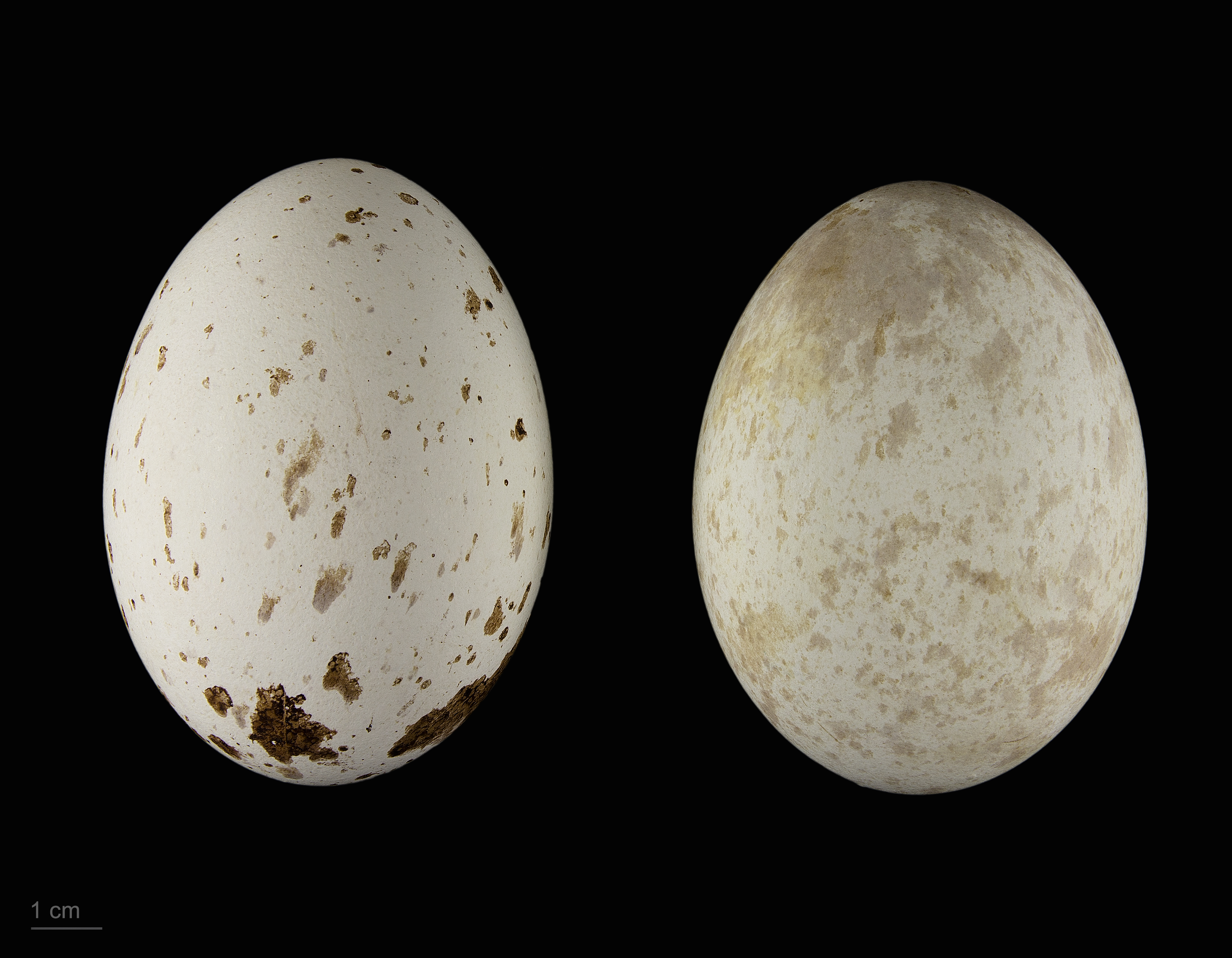
Яйця Aquila rapax (Тулузький музей)